# Ernesto Alayza Grundy
Ernesto Alayza Grundy (Londres, Reino Unido, 18 de octubre de 1912 - Lima, Perú, 15 de mayo de 2001), abogado y político peruano. Miembro fundador del Partido Popular Cristiano y del Partido Demócrata Cristiano, llegó a ser vicepresidente de la Asamblea Constituyente de 1978, Ministro de Justicia (1983-1984) y Senador de la República (1980-1985).

## Biografía
Nació en Londres, el 18 de octubre de 1912. Hijo de Francisco Alayza y Paz Soldán, Ministro de Fomento y Obras Públicas durante los gobiernos de Augusto B. Leguía y Guillermo Billinghurst, y de Ernestina Grundy Gaytán. Su hermano Luis Alayza Grundy es el actual propietario de la Casa Hacienda Arona, junto a su esposa María de Losada Marrou.
Realizó sus estudios en el Colegio de La Recoleta y luego en la Universidad Nacional Mayor de San Marcos, donde estudió Letras, y en la Pontificia Universidad Católica del Perú, donde estudió Jurisprudencia, obteniendo el título de abogado en 1937.
Se casó con Hermínia Mujica Álvarez Calderón, con quien tuvo doce hijos, entre ellos, Alejandro Alayza Mujica, pintor y grabador peruano, y Rosa Alayza Mujica, profesora universitaria e investigadora peruana.

## Vida política
Fue cofundador del Partido Popular Cristiano junto con Luis Bedoya Reyes.

### Diputado Constituyente (1978-1980)
En las elecciones constituyentes de 1978, fue elegido Diputado Constituyente por el Partido Popular Cristiano, con 6,977 votos preferenciales, para el periodo 1978-1980.
Durante su labor, fue 2.º Vicepresidente de la Asamblea Constituyente en la Mesa Directiva presidida por Víctor Raúl Haya de la Torre (1978-1979).

### Candidato a la primera Vicepresidencia en 1980
Para las elecciones generales de 1980, fue candidato a la primera Vicepresidencia de la República en la plancha presidencial de Luis Bedoya Reyes por el Partido Popular Cristiano, sin embargo la candidatura no tuvo éxito y quedó en el 3er lugar de las preferencias.

### Senador (1980-1985)
En dichas elecciones, postuló al Senado y fue elegido Senador por el Partido Popular Cristiano, para el periodo parlamentario 1980-1985.

### Ministro de Justicia (1983-1984)
El 3 de agosto de 1983, fue nombrado ministro de Justicia por el expresidente Fernando Belaúnde. Ejerció el cargo hasta su renuncia en abril de 1984.
En las elecciones generales de 1985, postuló nuevamente al Senado, sin embargo no resultó elegido.

### Última participación en la política
Su última participación en la política fue en las elecciones generales de 1990, donde fue candidato a la 2.ª Vicepresidencia en la plancha presidencial de Mario Vargas Llosa por el FREDEMO (coalición donde integraba el Partido Popular Cristiano), sin embargo, luego de la 2.ª vuelta, la candidatura quedó en el 2.º lugar de las preferencias tras la victoria de Alberto Fujimori por Cambio 90.

## Fallecimiento
Falleció el 15 de mayo del 2001, a los 88 años.
En diciembre de ese mismo año el Congreso de la República, en Ceremonia de Condecoración Póstuma, le otorgó la Medalla con el Grado de Gran Cruz.
En el 2012, el Congreso de la República y el Partido Popular Cristiano rindieron homenajes por conmemorarse el centenario de los nacimientos de los destacados políticos Mario Polar Ugarteche y Alayza Grundy.
Uno de los principales parques dentro de la zona residencial del distrito de San Isidro lleva su nombre en honor a su trayectoria.